# Dansk Melodi Grand Prix 2023
Dansk Melodi Grand Prix 2023 var den 53. udgave af Dansk Melodi Grand Prix. Konkurrencens formål var at finde den sang, der skulle repræsentere Danmark ved Eurovision Song Contest 2023 i Liverpool i Storbritannien. Konkurrencen bestod af en finale med otte deltagende sange.
Finalen fandt sted 11. februar 2023 i Arena Næstved, med Tina Müller og Heino Hansen som værter.
Reiley vandt konkurrencen med 43 % af stemmerne og skulle derfor repræsentere Danmark i Eurovision Song Contest 2023 med sangen "Breaking My Heart".
Reiley nåede dog ikke hele vejen til den store finale, da sangen ikke fik nok point i semifinalen. Reiley endte på en 14. Plads, hvor det er de 10 lande med flest stemmer, der kvalificerer sig til finalen.

## Konkurrenceformat
Dansk Melodi Grand Prix 2023 blev afviklet i form af ét tv-show med otte deltagende sange. DR inviterede i efteråret 2022 danske og udenlandske sangskrivere til at sende sange ind til konkurrencen med indsendelsesfrist 28. oktober 2022. Et bedømmelsesudvalg nedsat af DR udvalgte herefter finalisterne blandt de indsendte sange og øvrige sange indhentet særskilt i den danske musikbranche.

## Deltagere
Deltagerne blev præsenteret af DR 19. januar 2023 på et pressemøde i DR Byen.
| Artist                | Sangtitel             | Musik og tekst                                                                            |
| --------------------- | --------------------- | ----------------------------------------------------------------------------------------- |
| Maia Maia             | Beautiful Bullshit    | Joy Deb, Maja Barløse, Niclas Lundin                                                      |
| Reiley                | Breaking My Heart     | Sivert Hjeltnes Hagtvet, Hilda Stenmalm, Bård Mathias Bonsaksen, Rani Petersen            |
| Nicklas Sonne         | Freedom               | Nicklas Sonne                                                                             |
| Micky Skeel           | Glansbillede          | Micky Skeel Hansen, Martin Bjelke                                                         |
| Mariyah LeBerg        | Human                 | Chief 1, Moon Mariyah Ellise Traasdahl, Nermin Harambasic                                 |
| EYJAA                 | I Was Gonna Marry Him | Anders Hansen, Rasmus Olsen, Thomas Buttenschøn, Maria Broberg                            |
| Søren Torpegaard Lund | Lige her              | Tim Schou (m & t), Steven McClintock (m), Martin Palme Skriver (t), Lasse Storm Olsen (t) |
| Frederik Leopold      | Stuck On You          | Lasse Lindorff, Frederik Jyll                                                             |

## Afstemning
Konkurrencen blev afgjort over to afstemningsrunder. I første afstemningsrunde afgjorde seernes stemmer, hvilke tre sange der gik videre til anden runde. I anden afstemningsrunde havde seerne og en fagjury hver 50 % af magten, da vinderen skulle findes.

### Første runde
Fra 6. februar til og med 10. februar 2023 kunne man hver dag stemme én gang på hver sang via appen DR Grand Prix. Under showet kunne man ligeledes afgive én stemme på hver sang, dels via appen DR Grand Prix, dels via SMS.
Undervejs i showet opstod der dog tekniske problemer med app-afstemningen. Alle de stemmer, der blev afgivet via appen inden nedbruddet, blev dog talt med i resultatet og præsenteret pr. landsdel. Her blev det i tilfældig rækkefølge afsløret, hvilke tre sange der havde fået flest stemmer i hver landsdel. Det tre sange, som samlet fik flest stemmer i første runde, gik videre til anden runde.
| Nr. | Artist                | Sang                    | Status        |
| --- | --------------------- | ----------------------- | ------------- |
| 1   | Frederik Leopold      | "Stuck On You"          | Ude           |
| 2   | EYJAA                 | "I Was Gonna Marry Him" | Ude           |
| 3   | Micky Skeel           | "Glansbillede"          | Superfinalist |
| 4   | Maia Maia             | "Beautiful Bullshit"    | Ude           |
| 5   | Nicklas Sonne         | "Freedom"               | Superfinalist |
| 6   | Mariyah LeBerg        | "Human"                 | Ude           |
| 7   | Søren Torpegaard Lund | "Lige Her"              | Ude           |
| 8   | Reiley                | "Breaking My Heart"     | Superfinalist |

| Nr. | Sang                    | SMS | Nordjylland, Færøerne, Grønland | Midtjylland | Syddanmark | Sjælland | Hovedstaden og Bornholm |
| --- | ----------------------- | --- | ------------------------------- | ----------- | ---------- | -------- | ----------------------- |
| 1   | "Stuck on You"          |     |                                 |             |            |          |                         |
| 2   | "I Was Gonna Marry Him" |     |                                 |             |            |          |                         |
| 3   | "Glansbillede"          |     | X                               | X           | X          | X        | X                       |
| 4   | "Beautiful Bullshit"    | X   |                                 |             |            |          |                         |
| 5   | "Freedom"               |     | X                               | X           | X          | X        | X                       |
| 6   | "Human"                 | X   |                                 |             |            |          |                         |
| 7   | "Lige Her"              |     |                                 |             |            |          |                         |
| 8   | "Breaking My Heart"     | X   | X                               | X           | X          | X        | X                       |

### Anden runde
I anden afstemningsrunde blev stemmerne nulstillet, og vinderen blev fundet blandt de tre tilbageværende sange. Resultatet i anden runde blev afgjort af seerne og en fagjury, som hver havde 50 % af stemmerne.
Fagjuryen bestod af Emmelie de Forest, Ole Tøpholm, Anders SG, Cutfather og Annika Aakjær. 
På grund af de tekniske problemer med app-afstemningen kunne seerne kun stemme via SMS i anden afstemningsrunde.
| Nr. | Artist        | Sang                | Juryens stemmer | Seernes stemmer | Procent | Placering |
| --- | ------------- | ------------------- | --------------- | --------------- | ------- | --------- |
| 1   | Micky Skeel   | "Glansbillede"      | 8%              | 15%             | 23%     | 3         |
| 2   | Nicklas Sonne | "Freedom"           | 14%             | 20%             | 34%     | 2         |
| 3   | Reiley        | "Breaking My Heart" | 28%             | 15%             | 43%     | 1         |